# هاسكل كاري
هاسكل بروكس كاري (بالإنجليزية: Haskell Brooks Curry) ولد في 12 سبتمبر 1900 وتوفي في 1 سبتمبر 1982، كان رياضياتي وعالم منطق أمريكي. اشتهر بعمله في مجال المنطق الترابطي. رغم أن المفهوم الأولي في المنطق الترابطي قدم من طرف موسيس شونفينكل في ورقته البحثية.
 لكن كاري هو من طور المجال أكثر، اشتهر كاري بمفارقة كاري، تكافؤ كاري هوارد. سميت ثلاث لغات برمجة باسمه وهي هاسكل وبروك وكاري.

## حياته
ولد كاري في 12 سبتمبر 1900 بميليس، ماساتشوستس، دخل جامعة هارفارد في عام 1916 لدراسة الطب لكنه تحول إلى الرياضيات قبل تخرجه عام 1920. بعد عامين من  تخرجه في الدراسات العليا في الهندسة الكهربائية بمعهد ماساتشوستس للتكنولوجيا، عاد إلى جامعة هارفارد لدراسة الفيزياء، وحصل على الماجستير في عام 1924. تابع كاري درجة الدكتوراه للرياضيات في هافارد. بينما كان جورج بيركوف يوجهه للعمل على المعادلات التفاضلية، تحولت اهتماماته إلى مجال المنطق. انتقل إلى غوتينغن حيث يمكنه العمل مع هاينريش بهمان وبول بيرنيس الذان كانا على دراية بعمل شونفنكل. وعمل كاري تحت إشراف ديفيد هيلبرت وعمل عن كثب مع بول، وحصل على درجة الدكتوراه في عام 1930 مع أطروحة عن المنطق التتابعي.
توفي هاسكل كاري في 1 سبتمبر عام 1982 في ستيت كوليج، بنسلفانيا.

## عمله
ركز كاري في محاولات لتبيين أن المنطق الترابطي يمكنه أن يوفر أساسا للرياضيات. في نهاية عام 1933 ، علم كاري بمفارقة كلين-روسر عن طريق مراسلات مع جون روسر. أثبتت المفارقة تناقض في عدد من النظم الشكلية بما في ذلك واحد مقترح من قبل ألونزو تشرتش ونظام كاري. ومع ذلك، على عكس شرتش وروسر وكلين، لم يتخلى كاري عن النهج التأسيسي، قائلا أنه لا يريد أن «يتهرب من المفارقات.»
في عام 1947 وصف كاري واحدة من أولى لغات البرمجة عالية المستوى وقدم أول وصف لإجراء تحويل صيغة حسابية عامة، إلى كود عنوان أحادي للكمبيوتر.

## روابط خارجية
- هاسكل كاري على موقع الموسوعة البريطانية (الإنجليزية)
- هاسكل كاري على موقع إن إن دي بي (الإنجليزية)